# Hexarthra longicornicula
Hexarthra longicornicula is een raderdiertjessoort uit de familie Hexarthridae. De wetenschappelijke naam van deze soort is voor het eerst geldig gepubliceerd in 1987 door Turner.